# Glendo
Glendo est une municipalité américaine située dans le comté de Platte au Wyoming.
Lors du recensement de 2010, sa population est de 205 habitants. La municipalité s'étend sur 0,53 milles carrés (1,37 km2).